# Asis Gajadien
Asiskumar (Asis) Gajadien (Wanica, 27 december 1967) is een Surinaams politicus. Hij is sinds 2010 lid van de De Nationale Assemblée voor de Vooruitstrevende Hervormings Partij (VHP).

## Biografie
Gajadien slaagde aan het Natuurtechnisch Instituut (NATIN) in de richting elektrotechniek en aan de Mo-lerarenopleiding (MO-A) in de richting natuurkunde. Vervolgens behaalde hij zijn doctorandus-graad (master) in bestuurskunde aan de Anton de Kom Universiteit van Suriname. Hij werkte vanaf zijn achttiende en deed zijn studie naast zijn werk. Sinds zijn achttiende is hij ook lid van de Vooruitstrevende Hervormings Partij (VHP). Hij werkte als monteur, vertegenwoordiger, docent en leidinggevende. In 1996 werd hij benoemd tot onderdirecteur op het ministerie van Openbare Werken voor Administratieve Diensten.
Samen met Bholanath Narain nam hij het initiatief voor de vernieuwingsbeweging binnen de VHP. In 2010 nam hij voor zijn partij zitting in de De Nationale Assemblée. Hier was hij vicefractievoorzitter. Toen hij zijn parlementszetel innam, werd hij door zijn ministerie met behoud van salaris op non-actief gesteld. In Suriname heeft rond tachtig procent van de parlementsleden een tweede functie.
In de Assemblée werd hij bekend om zijn strijd tegen corruptie, waarover hij de meeste vragen stelt. Hierin heeft hij af en toe succes. Hierbij gaat het onder meer om dubieuze schenkingen door de regering, onderhandse gunningen en gronduitgiftes aan politieke vrienden. Brieven waarin hij president Bouterse om opheldering vraagt worden steevast niet beantwoord. Volgens Gajadien heeft de corruptie van deze regering tot doel om Bouterses Nationale Democratische Partij van stemmen te voorzien. Hierdoor krijgen de ondernemers die loyaal zijn aan de NDP de overheidsopdrachten.
Op 16 oktober 2019 was hij een van de vier VHP-leden die aangifte deden bij het openbaar ministerie tegen de minister van Financiën, Gillmore Hoefdraad. Zij beschuldigen hem van het overtreden van het wettelijk vastgelegde schuldenplafond. De NDP reageerde twee weken later met een initiatiefwet die de strafbepaling hiertegen uit de wet schrapte.
Tijdens de verkiezingen van 2020 werd hij als kandidaat in Wanica herkozen voor een periode van vijf jaar in DNA. Direct na de verkiezingen werd hij door het dagelijks bestuur van de VHP gevraagd het fractievoorzitterschap op zich te nemen.
Tijdens de verkiezingen van 2025 werd hij op nummer 4 van de landelijke lijst van de VHP herkozen.